# اعتماد (فیلم ۲۰۰۳)
اعتماد (به انگلیسی: Confidence) فیلمی است محصول سال ۲۰۰۳ و به کارگردانی جیمز فولی است. در این فیلم بازیگرانی همچون ادوارد برنز، ریچل وایس، اندی گارسیا، پل جیاماتی، لوئیس گازمن، دونال لوگ، برایان وان هالت، رابرت فورستر، فرانکی جی، لیلند ارسر، داستین هافمن، موریس چستنت و جان کارول لینچ ایفای نقش کرده‌اند.

## خلاصه
«جیک ویگ» ( بارنز ) یک کلاهبردار حرفه ای است که تصمیم دارد به زودی بزرگترین کلاهبرداری عمرش را انجام دهد، که از طرفی هم برای انتقام مرگ دوستش است، اما...

## گاف‌های فیلم
- وقتی گروه سرقت کننده بعد از دیدار با «اشبی» پیاده‌روی می‌کنند، «مایلز» و «گوردو» در مورد بسته‌بندی و رفتن به بلیز صحبت می‌کنند؛ اما تصمیمی گرفته نشده بود که گوردو قصد دارد به بلیز برود، قرار بود جیک برود.
- «جیک» درست قبل از دعوا با «لوپوس» کراوات خود را از دست می‌دهد. پس از آن، کراوات به‌طور متناوب بین عکس‌ها ظاهر و ناپدید می‌شود.
- وقتی جیک با پادشاه ملاقات می‌کند، لوپوس در بار درحالی که روی یک صندلی روی میز نشسته‌است دیده می‌شود. کینگ او را به سمت میز خودش صدا می‌کند و لوپوس بلند می‌شود، و وقتی صحنه دوباره به جیک بر می‌گردد، لوپوس دوباره در بار نشسته‌است.
- ۵ میلیون دلار اسکناس ۱۰۰ دلاری دارای وزنی درحدود ۱۰۰ پوند است. که این حجم از اسکناس به راحتی توسط گوردو در یک ساک حمل و جابجا نمی‌شود.
- هنگامی که تراویس اسلحه خود را مسلح می‌کند، در حالی که دارد جیک را تهدید می‌کند، اسلحه به عقب قفل می‌شود و این نشان می‌دهد که اسلحه خالی است.[۱]